# Hal van de Vier Hemelse Koningen
Hal van de Vier Hemelse Koningen of Maitreyahal is de eerste hal van een boeddhistische tempelcomplex waar men binnen komt. Men kan het vooral terug vinden in tempels die de stroming Zuiver Land-boeddhisme aanhangen. In deze hal staat een beeld van de toekomstige boeddha, Maitreya. Tegen de rug van dit beeld staat het beeld van Skanda. Aan weerszijden van deze twee beelden staan de vier beelden van de Vier hemelse koningen. Deze beelden zijn alle beeltenissen die bodhisattva zijn. Deze zes bodhisattva, behalve Maitreya, zijn bodhistattva die de boeddhistische leer beschermen.